# Sophoreae
Sophoreae es una tribu de plantas  perteneciente a la subfamilia Faboideae dentro de la familia Fabaceae.

## Géneros
- Acosmium
- Airyantha
- Alexa
- Ammodendron
- Amphimas
- Angylocalyx
- Baphia
- Bolusanthus
- Bowdichia
- Cadia
- Calia
- Camoensia
- Castanospermum
- Cladrastis
- Clathrotropis
- Dalhousiea
- Dicraeopetalum
- Diplotropis
- Dussia
- Haplormosia
- Inocarpus
- Leucomphalos
- Luetzelburgia
- Maackia
- Monopteryx
- Myrocarpus
- Myrospermum
- Myroxylon
- Neoharmsia
- Ormosia
- Panurea
- Pericopsis
- Petaladenium
- Platycelyphium
- Riedeliella
- Sakoanala
- Salweenia
- Sophora
- Spirotropis
- Styphnolobium
- Sweetia
- Uleanthus
- Uribea
- Xanthocercis